# Schiedeella valerioi
Schiedeella valerioi är en orkidéart som först beskrevs av Oakes Ames och Charles Schweinfurth, och fick sitt nu gällande namn av Dariusz Lucjan Szlachetko och Charles John Sheviak. Schiedeella valerioi ingår i släktet Schiedeella och familjen orkidéer. Inga underarter finns listade i Catalogue of Life.